# Strickly for Da Breakdancers & Emceez
Strickly for Da Breakdancers & Emceez – piąty solowy album amerykańskiego rapera i producenta o pseudonimie KRS-One. Tym razem jest to album zawierający wyłącznie tzw. instrumentale.

## Lista utworów[1]
CD1
1. "Steady Bounce"
2. "Wanna Battle"
3. "Warm Up"
4. "Yes, Yes, Y'All"
5. "Venus"
6. "Nute"
7. "Tiamot"
8. "Asherah"
9. "Isis"
10. "A Moment Of Silence"

CD2
1. "Hera (More Chicken Shit)"
2. "Aphrodite"
3. "Eve"
4. "Shiva"
5. "I Love Simone"
6. "Walking Away"
7. "KRS Loves Simone"
8. "Stick Up"
9. "Some Live Shit From The East Coast"
10. "Some Live Shit From The West Coast"